# Charlotte Perrelli
Charlotte Perrelli (Hovmantorp, Lessebo község, Svédország, 1974. október 7. –) svéd pop- és táncdalénekes, eredeti neve: Charlotte Nilsson.
Évekig a Wizex nevű tánczenekar énekese volt Svédországban, mígnem 1999-ben megnyerte a Jeruzsálemben rendezett 1999-es Eurovíziós Dalfesztivált a Take Me to Your Heaven című dallal. A győzelem következtében otthagyta korábbi zenekarát, hogy szólókarrierbe kezdjen.
Jelenleg műsorvezetőként dolgozik Svédországban, egy televíziós társaságnál. 2008-ban újból részt vett a 2008-as Eurovíziós Dalfesztivál svéd nemzeti döntőjén, és meg is nyerte azt, így Hero című dalával ő képviselte hazáját Belgrádban. A verseny előtt a fogadóirodák a végső győzelemre is esélyesnek találták, ám a döntőben végül 47 ponttal csak a 18. helyen végzett, és mint később kiderült, az elődöntőből is csak a zsűri szabadkártyájának köszönhetően jutott tovább.
Házas, férje Nicola Perrelli (eredeti nevén: Nicola Ingrosso). A családon belül kialakult viták miatt vették fel mindketten a "Perrelli" nevet. Két fiúgyermekük van, Angelo Matteo Perrelli (2004. január 8.) és Alessio Roberto Perrelli (2005. október 17.).

## Diszkográfia
- 1999 - Charlotte
- 2001 - Miss Jealousy
- 2004 - Gone Too Long
- 2006 - I din röst
- 2008 - Hero
- 2008 - Rimfrostjul
- 2012 - The Girl